# Secondant
Secondant heeft meerdere betekenissen, afhankelijk van de context waarin deze wordt gebruikt.
In het algemeen is een 'secondant' iemand die een ander bijstaat.

## Bij een duel of andere tweestrijd
De secondant is bij een duel iemand die een van de strijdenden bijstaat.  Deze laatsten zijn de principalen.

### Bij het schaak- en damspel
Bij een schaak- of damtoernooi houdt de secondant toezicht op de juiste speelruimte, het meubilair, de verzorging van logies en maaltijden en andere algemene zaken. Later kwamen hier nog administratieve werkzaamheden bij.
In de laatste jaren van de twintigste eeuw werd het accent verlegd naar het assisteren bij het analyseren van afgebroken partijen en bij de te spelen openingen. Een secondant heeft de beschikking over een computer met databanken met alle partijen van de betreffende meesters, grootmeesters en kampioenen.
Secondanten bij het schaken:
- Jeroen Piket was secondant van Jan Timman
- Artur Joesoepov van Péter Lékó
- Hans Böhm van Alexandra van der Mije
- Jefim Geller van Boris Spasski
- Loek van Wely van Vladimir Kramnik
- Erwin l'Ami van Veselin Topalov